# Sin Saimdang
Sin Saimdang (신사임당?, 申師任堂?; Gangneung, 29 ottobre 1504 – Paju, 17 maggio 1551) è stata una poetessa e calligrafa coreana della dinastia Joseon.
Considerata un modello degli ideali confuciani, è soprannominata la "Madre Saggia" (어진 어머니).  È la madre di Yulgok Yi I.

## Biografia
Saimdang è nata e cresciuta a Gangneung, una città portuale della Corea orientale, situata ai piedi del monte Odae. Suo padre, Sin Myeonggwa, lavorava nel servizio governativo, ma non era attivamente coinvolta nella politica. Saimdang aveva quattro sorelle più giovani e suo nonno l'ha cresciuta come se fosse una nipote, il che le ha dato un'educazione insolita per l'epoca.
A 19 anni sposò il comandante Yi Won-su (이원수), ma spesso viveva nella casa di famiglia per prendersi cura di sua madre dopo la morte del padre. Tuttavia, accompagnava il marito nelle sue posizioni ufficiali a Seul e nelle province. Sin Saimdang è morta improvvisamente all'età di 46 anni nella regione di Pyongan, dove si era trasferita.
Il suo terzo figlio, Yi I, è considerato uno dei principali studiosi di Confucio della Corea. Anche Yi Mae-chang, sua figlia maggiore, e Yi Wu, il suo quarto figlio, acquisirono notorietà nella pittura e nella poesia.

## Lavori
L'arte di Sin Saimdang è riconosciuta per la sua delicata bellezza. I suoi temi preferiti erano insetti, fiori, farfalle, orchidee, uva e paesaggi. È all'origine del Chochungdo, uno stile che consiste nella rappresentazione di piante e insetti. Si conoscono una quarantina delle sue opere, ma probabilmente ne esistevano molte altre. La sua calligrafia è quasi del tutto scomparsa ma il suo stile era molto popolare all'epoca.
Poesia
- Guardando indietro verso la casa dei miei genitori attraversando il passo Daegwallyeong (유대관령망친정)
- Pensato per i genitori (사친), poesia sulla sua devozione a sua madre.

Dipinti
- Paesaggio (자리도)
- Montagne e fiumi (산수도)
- Pittura di insetti ed erba (초충도)
- Oca tra le canne (노안도)

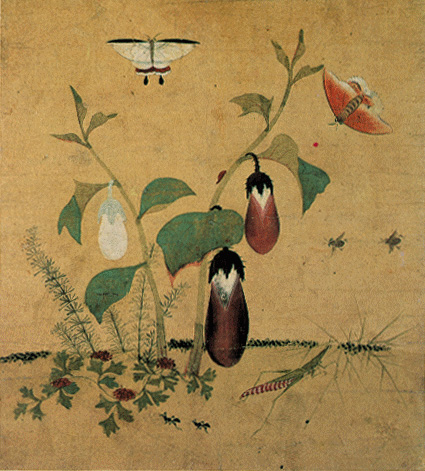
Chochungdo, un genere pittorico iniziato da Sin Saimdang, raffigurante piante e insetti
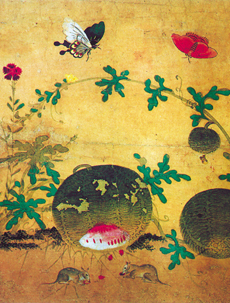
Chochungdo
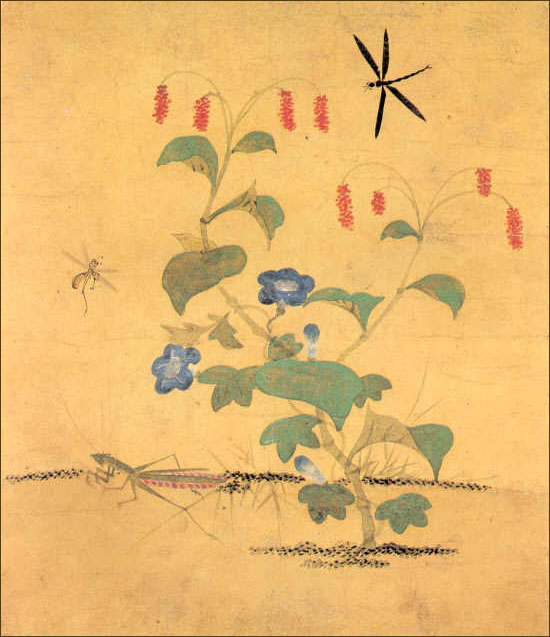
Chochungdo

## Posteri

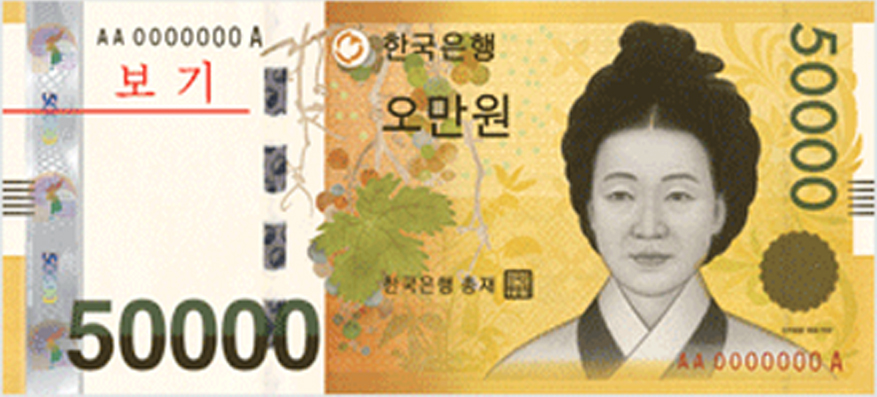
Banconota da 50.000 won raffigurante Sin Saimdang (1504-1551).

- Il cratere venusiano Samintang è stato chiamato in suo onore[3].
- Nel giugno 2009 ha fatto la sua comparsa la banconota da 50.000 won (una cifra rispettabile nella vita di tutti i giorni). La pubblicazione tardiva di questo grande disegno di legge è dovuta alla volontà delle autorità pubbliche di rendere più difficile la corruzione e le tangenti. Sin Saimdang è stata scelta come esempio per le donne coreane per conciliare vita familiare e carriera professionale[4][collegamento interrotto][5].